# Iñigo Pérez
Íñigo Pérez Soto (ur. 18 stycznia 1988 w Pampelunie) – hiszpański trener i piłkarz grający na pozycji pomocnika. Obecnie pełni funkcję trenera klubu Rayo Vallecano.

## Kariera klubowa
Pérez jest wychowankiem Athleticu Bilbao. Został przeniesiony do rezerw w 2007 roku, ale nadal grał w klubie partnerskim, CD Baskonia. 28 października 2009 roku zadebiutował w pierwszym składzie, w przegranym 2-0 meczu z Rayo Vallecano w Copa del Rey. Dwa dni później zadebiutował w La Lidze, w meczu z Atletico Madryt. 8 marca 2011 roku został wypożyczony do zespołu Segunda División – SD Huesca.
W sezonie 2011/12 grał regularnie pod wodzą Marcelo Bielsy (40 meczów we wszystkich rozgrywkach).